# Taylorpolynomium
 Der er for få eller ingen kildehenvisninger i denne artikel, hvilket er et problem. Du kan hjælpe ved at angive troværdige kilder til de påstande, som fremføres i artiklen.

Et Taylorpolynomium er en metode inden for matematikken til at tilnærme en funktion med et approksimerende polynomium.
Formlen er fundet af den britiske matematiker Brook Taylor omkring 1715.

## Formel
Formlen for et {\displaystyle n}'te-gradspolynomium, der approksimerer funktionen, {\displaystyle f(x)}, ud fra et givent fixpunkt, {\displaystyle x_{0}}, ser ud som:
{\displaystyle P_{n}(x)=f(x_{0})+{\frac {f'(x_{0})}{1!}}\cdot (x-x_{0})+{\frac {f''(x_{0})}{2!}}\cdot (x-x_{0})^{2}+...+{\frac {f^{(n)}(x_{0})}{n!}}(x-x_{0})^{n}}
Eller skrevet lidt mere kompakt:
{\displaystyle P_{n}(x)=\sum _{i=0}^{n}{\frac {f^{(i)}(x_{0})}{i!}}(x-x_{0})^{i}}
Hvor {\displaystyle f^{(i)}} er den {\displaystyle i}'te afledte funktion af {\displaystyle f}, og {\displaystyle i!} er fakultetet af {\displaystyle i}. Generelt vil højere værdi af {\displaystyle n} give en bedre approksimation. Det lykkedes imidlertid den tyske matematiker Carl Runge at fremstille et modeksempel, som gør approksimationen værre ved større {\displaystyle n}. Dette er bedre kendt som Runges fænomen.

## Taylors grænseformel
Taylors grænsefomel er en metode hvormed det bliver muligt at bestemme grænseværdier ved hjælp af Taylorpolynomier.
Under den antagelse, at funktionen {\displaystyle f(x)} er n gange differentiabel i det givne interval, samt at punktet man ønsker undersøgt er en del af dette interval, gælder følgende regel:
{\displaystyle f(x)=f(x_{0})+{f'(x_{0}) \over 1!}(x-x_{0})+...+{f^{(n)}(x_{0}) \over n!}(x-x_{0})^{n}+(x-x_{0})^{n}\epsilon (x-x_{0})}
hvor {\displaystyle \epsilon (x-x_{0})\rightarrow 0} for {\displaystyle x\rightarrow x_{0}}
I denne formel repræsenterer det sidste led, også kaldet epsilon-funktionen, en funktion der går hurtigere mod nul end {\displaystyle (x-x_{0})^{n}}. Det har ikke den store betydning, hvordan epsilon-funktionen ser ud; blot det ovenstående gælder, som udnyttes, når man finder frem til grænseværdien.

## Eksempler
Det approksimerende polynomium for {\displaystyle e^{x}} viser sig at være et af de simpleste eksempler indenfor approksimerende Taylorpolynomier, så længe man bruger 0 som udviklingspunkt. Dette er som følge af, at {\displaystyle e^{x}} differentieret giver sig selv. Det betyder, at uanset hvor mange gange man differentierer, vil differentialkvotienten altid være 1. Her vises princippet for at finde Taylorpolynomiet af 4. grad.
{\displaystyle f(x)=f'(x)=f''(x)=f'''(x)=f^{(4)}(x)=\cdots ={\textrm {e}}^{x}}
Som så medfører:
{\displaystyle f(0)=f'(0)=f''(0)=f'''(0)=f^{(4)}(0)=\cdots =1}
Når det ovenstående indsættes i formlen, fås følgende polynomium:
{\displaystyle {\textrm {e}}^{x}\approx 1+x+{\frac {x^{2}}{2!}}+{\frac {x^{3}}{3!}}+{\frac {x^{4}}{4!}}}